# Colégio Santa Maria
Colégio Santa Maria é uma instituição particular de ensino do Rio de Janeiro localizada na cidade de São João de Meriti.

## História
Em 5 de fevereiro de 1940 chega à cidade de São João de Meriti um grupo de seis irmãs da Irmandade Franciscana de  Dillingen, vindas da Alemanha. O então liceu ( futuramente colégio) Santa Maria é então fundado por seis irmãs pioneiras: Ir. Raphaelis, Ir. Liebharda, Ir. Adelaide, Ir. Brunhilds, Ir. Walgildis e Ir. Reinsindis.
No início, uma casa de família não muito espaçosa foi adaptada e transformada em escola. Apesar do pouco espaço, iniciou o seu primeiro ano letivo com 320 alunos. E o que era pequeno pareceu ser ainda menor ao final do ano, quando o número de estudantes chegou a 470. As dificuldades iniciais não as desanimaram, pois além de assumirem a tarefa de educadoras, trabalhavam após as aulas fazendo trabalhos manuais, bordados e costuras, visando às necessidades diárias e futuras obras.
Em 1946 começam as primeiras obras para a construção do primeiro prédio do colégio. A construção da casa das irmãs é concluida em 1962 e em 1968, as construções do Auditório Regina Pacis e da capela interna do colégio. Em 1969 iniciam as obras do prédio do Ginásio. Em 1995 é inaugurado o Centro Cultural, complexo cultural e esportivo da instituição, localizado no terreno defronte ao qual se localiza a escola em si.
A partir do ano de 2003, a Unidade Rosa Rasuck entra em funcionamento, levando o modelo de ensino da instituição aos segmentos mais carentes do município.

## Unidade Rosa Rasuck
A Unidade Rosa Rasuck é uma escola criada em 2003, para o atendimento das necessidades educacionais dos segmentos sociais mais carentes de São João de Meriti. Os alunos da instituição cursam do 1º ao 5º ano do Ensino Fundamental, aonde as crianças atendidas passam pelo processo de alfabetização, de aprendizagem dos conhecimentos básicos e da formação cidadã.
A estrutura de ensino e organização da Unidade Rosa Rasuck segue o padrão do Colégio Santa Maria. O corpo docente é formado por dez professoras dirigentes de turma, professora de Educação Física e professor de Educação Musical, além do apoio de uma orientadora educacional, de uma coordenadora pedagógica, de uma assistente social e de uma secretária.

## Missão e visão
A missão, cuja frase se encontra emplacada no pátio da própria escola:
A visão da instituição é a seguinte:

## Cursos oferecidos
- Educação Infantil[4]
- Ensino Fundamental[5]
- Ensino Médio[6]
- Curso Normal[7]
- Curso Técnico Profissionalizante:
  - Curso Técnico em Informática[8]
  - Curso Técnico em Química[9]

## Diretores
| Gestão            | Diretora                            |
| ----------------- | ----------------------------------- |
| 1940 - 1942       | Ir. Maria Nikasia Wolz              |
| 1942 - 1943       | Profª América Soares Cabral         |
| 1943 - 1944       | Profª Silvia dos Santos Compestrons |
| 1944 - 1963       | Ir. Maria Nikasia Wolz              |
| 1963 - 1970       | Ir. Maria Raphaelis Kolgmeier       |
| 1970 - 1976       | Ir. Maria Eldelgard Klein           |
| 1976 - 1979       | Ir. Maria Cláudia Schmidt           |
| 1979 - 1986       | Ir. Maria Edelgard Klein            |
| 1986 - 2005       | Ir. Maria Helena de Souza           |
| 2005 - Atualmente | Ir. Francisca Borguezan             |